# شون بيفروم
شون بيفروم (بالإنجليزية: Shawn Pyfrom)‏ هو ممثل أمريكي، ولد في 16 أغسطس 1986 بتامبا في الولايات المتحدة.

## أعمال

### أفلام
- (2000) إسداء الخدمات[4]

### مسلسلات
- ميامي

## وصلات خارجية
- شون بيفروم على موقع IMDb (الإنجليزية)
- شون بيفروم على موقع روتن توميتوز (الإنجليزية)
- شون بيفروم على موقع ألو سيني (الفرنسية)
- شون بيفروم على موقع أول موفي (الإنجليزية)
- شون بيفروم على موقع قاعدة بيانات الأفلام السويدية (السويدية)
- شون بيفروم على موقع إن إن دي بي (الإنجليزية)
- شون بيفروم على موقع قاعدة بيانات الفيلم (الإنجليزية)
- شون بيفروم على موقع كينوبويسك (الروسية)